# Rogsta distrikt
Rogsta distrikt är ett distrikt i Hudiksvalls kommun och Gävleborgs län. Distriktet ligger omkring Rogsta i östra Hälsingland och omfattar bland annat halvön Hornslandet. 

## Tidigare administrativ tillhörighet
Distriktet inrättades 2016 och utgörs av en del av området som Hudiksvalls stad omfattade till 1971, delen som före 1965 utgjorde Rogsta socken.
Området motsvarar den omfattning Rogsta församling hade 1999/2000.

## Tätorter och småorter
I Rogsta distrikt finns fyrs småorter men inga tätorter. 

### Småorter
- Malsta
- Rogsta
- Via och Bro
- Välsta